# Gramàtica cognitiva
La gramàtica cognitiva és un enfocament que lliga llenguatge i cognició, de manera que per descriure el que passa en la parla no n'hi ha prou amb l'anàlisi dels enunciats emesos, sinó que cal mirar què passa al cervell. Afirma que l'estructura d'una llengua respon a l'estructura mental, ja que el llenguatge és un procés cognitiu que dona forma a la manera de pensar i no es pot estudiar separadament d'altres habilitats del pensament.
El principal defensor d'aquest corrent teòric és Ronald Langacker, que estudia com un signe uneix el significant i el significat i com en usar un signe se n'activen altres de propers, emmagatzemats dins la xarxa descrita per la semàntica cognitiva. Així, la gramàtica ha d'estudiar com són aquests vincles de la xarxa mental que permet formar oracions, prenent com a centre una paraula o una expressió complexa.
Com que les paraules estan subjectes a la connotació, no hi ha dues llengües idèntiques, ja que cada parlant hi aporta la seva experiència subjectiva. La gramàtica compara aquests idiolectes per buscar-hi semblances i descriu el consens entre persones (intersubjectivitat) que permet la comunicació en compartir parcialment el significat dels termes que s'usen en una conversa o text (per tant aquest significat només té sentit en l'ús, en la pràctica, i no per ser descrit aïlladament).
Les paraules s'estructuren pel mateix consens seguint el paràmetre d'una categoria gramatical, especialment les més comunes, com poden ser el substantiu, el verb o els relacionants. Dins de cada categoria hi ha membres centrals i membres perifèrics, seguint la teoria del prototip general de la lingüística cognitiva.